# 재스민 트린카
자스민 트린카(Jasmine Trinca, 1981년 4월 24일 ~ )는 이탈리아의 배우이다. 다비드 디 도나텔로상 여우주연상 2회(2018, 2020), 나스트로 디아르젠토 여우주연상 4회(2004, 2013, 2017, 2020) 수상자이다.

## 작품 목록
- 아들의 방 (2001)
- 베스트 오브 유스 (2003)
- 악어 (2006)
- 데어 윌 컴 어 데이 (2013)
- 밀레 (2013)
- 생로랑 (2014)
- 유 캔트 세이브 유어셀프 어론 (2015)
- 럭키 (2017)